# Шиханово (Антроповский район)
Шиханово — упразднённая деревня в Антроповском районе Костромской области России.

## География
Урочище находится в центральной части Костромской области, в подзоне южной тайги, к югу от автодороги 34Н-17, на расстоянии приблизительно 3 километров (по прямой) к северо-западу от посёлка Антропово, административного центра района.

### Климат
Климат характеризуется как умеренно континентальный, с продолжительной холодной многоснежной зимой и коротким сравнительно тёплым летом. Среднегодовая температура воздуха — 2,5 °C. Средняя температура воздуха самого холодного месяца (января) — −12,6 °C (абсолютный минимум — −38 °C); самого тёплого месяца (июля) — 18,2 °C (абсолютный максимум — 36 °С). Годовое количество атмосферных осадков — 500—550 мм, из которых большая часть выпадает в тёплый период.

## История
В «Списке населенных мест Костромской губернии по сведениям 1870-72 годов» населённый пункт упомянут как усадьба Галичского уезда, расположенная в 33 верстах от уездного города. В Шиханове насчитывалось 4 дворов и проживало 20 человек (9 мужчин и 11 женщин).
В 1907 году в сельце, относившемуся к Курновской волости, имелось 6 дворов и проживало 35 человек.
Упразднена не позднее 1981 года.